# Cabbagetown (Toronto)
Pour les articles homonymes, voir Cabbagetown.
Cabbagetown est un quartier historique de la ville de Toronto, en Ontario, au Canada. Le nom du quartier, littéralement la ville aux choux, ferait référence aux premières vagues d'immigrants irlandais qui s'y sont installés et qui avaient pour habitude de planter des choux devant leur maison en guise de jardin.